# Hemithyrsocera brownwingae
Hemithyrsocera brownwingae är en kackerlacksart som beskrevs av Roth, L. M. 1995. Hemithyrsocera brownwingae ingår i släktet Hemithyrsocera och familjen småkackerlackor. Inga underarter finns listade i Catalogue of Life.